# 阜新街街道
阜新街街道，是中华人民共和国新疆维吾尔自治区昌吉回族自治州阜康市下辖的一个乡镇级行政单位。

## 行政区划
阜新街街道下辖以下地区：
文化路社区、阜兴苑社区、百合村社区和大桥社区。